# Francis Xavier Gartland
Francis Xavier Gartland (* 19. Januar 1808 in Dublin, Irland; † 20. September 1854) war ein irisch-US-amerikanischer Geistlicher und Bischof von Savannah.

## Leben
Francis Xavier Gartland empfing am 5. August 1832 durch den Koadjutorbischof von Philadelphia, Francis Patrick Kenrick, das Sakrament der Priesterweihe.
Papst Pius IX. ernannte ihn am 23. Juli 1850 zum ersten Bischof des neuerrichteten Bistums Savannah. Der Erzbischof von Baltimore, Samuel Eccleston PSS, spendete ihm am 10. November desselben Jahres die Bischofsweihe; Mitkonsekratoren waren der Bischof von Pittsburgh, Michael O’Connor SJ, und der Bischof von Philadelphia, Francis Patrick Kenrick. Als Wahlspruch wählte er Vincit veritas („Die Wahrheit siegt“).
Bei seiner Amtsübernahme zählte das Bistum Savannah 5500 Katholiken und umfasste ganz Georgia und große Teile Floridas. Gartland begann den Aufbau des neuen Bistums mit Spenden, die er in Irland und anderen Ländern gesammelt hatte. In seiner Amtszeit wurden drei Kirchen gebaut und die Kathedrale von Savannah vergrößert und renoviert. Die Wiedereinweihung der Kathedrale nahm Gartland im Juni 1853 vor.
Gartland starb an einer Gelbfiebererkrankung.